# La Nouvelle-Beauce
La Nouvelle-Beauce é um concelho municípal Regional (MRC) da província canadense de Quebec, na região de Chaudière-Appalaches. A capital do MRC de La Nouvelle-Beauce é Sainte-Marie. La Nouvelle-Beauce tem como vizinhos os MRCs de: Bellechasse, Lotbinière, Robert-Cliche e Lévis.

## Divisões do MRC de La Nouvelle-Beauce

### Cidade
- Sainte-Marie

### Municípios
- Frampton
- Saint-Bernard
- Saint-Elzéar
- Saint-Isidore
- Scott
- Vallée-Jonction

### Frequesias
- Sainte-Hénédine
- Sainte-Marguerite
- Saint-Lambert-de-Lauzon
- Saints-Anges